# NFL sezona 1948.
NFL sezona 1948. je 29. po redu sezona nacionalne lige američkog nogometa. 
Sezona je počela 17. rujna 1948. Utakmica za naslov prvaka NFL lige odigrana je 19. prosinca 1948. u Philadelphiji u Pennsylvaniji na stadionu Shibe Park. U njoj su se sastali pobjednici istočne divizije Philadelphia Eaglesi i pobjednici zapadne divizije Chicago Cardinalsi. Pobijedili su Eaglesi rezultatom 7:0 i osvojili svoj prvi naslov prvaka NFL-a.

## Poredak po divizijama na kraju regularnog dijela sezone
| Istočna divizija     |     |     |     |      |     |     |
| Momčad               | Pob | Por | Ner | %    | P+  | P-  |
| Philadelphia Eagles* | 9   | 2   | 1   | 81,8 | 376 | 156 |
| Washington Redskins  | 7   | 5   | 0   | 58,3 | 291 | 287 |
| New York Giants      | 4   | 8   | 0   | 33,3 | 297 | 388 |
| Pittsburgh Steelers  | 4   | 8   | 0   | 33,3 | 200 | 243 |
| Boston Yanks         | 3   | 9   | 0   | 25,0 | 174 | 372 |

| Zapadna divizija   |     |     |     |      |     |     |
| Momčad             | Pob | Por | Ner | %    | P+  | P-  |
| Chicago Cardinals* | 11  | 1   | 0   | 91,7 | 395 | 226 |
| Chicago Bears      | 10  | 2   | 0   | 83,3 | 375 | 151 |
| Los Angeles Rams   | 6   | 5   | 1   | 54,5 | 327 | 269 |
| Green Bay Packers  | 3   | 9   | 0   | 25,0 | 154 | 290 |
| Detroit Lions      | 2   | 10  | 0   | 16,7 | 200 | 407 |

Napomena: * - pobjednici konferencije, % - postotak pobjeda, P± - postignuti/primljeni poeni

## Prvenstvena utakmica NFL-a
- 19. prosinca 1948. Philadelphia Eagles - Chicago Cardinals 7:0

## Statistika

### Statistika po igračima

#### U napadu
- Najviše jarda dodavanja: Sammy Baugh, Washington Redskins - 2599
- Najviše jarda probijanja: Steve Van Buren, Philadelphia Eagles - 945
- Najviše uhvaćenih jarda dodavanja: Mal Kutner, Chicago Cardinals - 943

#### U obrani
- Najviše presječenih lopti: Dan Sandifer, Washington Redskins - 13

### Statistika po momčadima

#### U napadu
- Najviše postignutih poena: Chicago Cardinals - 395 (32,9 po utakmici)
- Najviše ukupno osvojenih jarda: Chicago Cardinals - 391,2 po utakmici
- Najviše jarda osvojenih dodavanjem: Washington Redskins - 238,4 po utakmici
- Najviše jarda osvojenih probijanjem: Chicago Cardinals - 213,3 po utakmici

#### U obrani
- Najmanje primljenih poena: Chicago Bears - 151 (12,6 po utakmici)
- Najmanje ukupno izgubljenih jarda: Chicago Bears - 241,7 po utakmici
- Najmanje jarda izgubljenih dodavanjem: Green Bay Packers - 135,5 po utakmici
- Najmanje jarda izgubljenih probijanjem: Philadelphia Eagles - 100,8 po utakmici

## Vanjske poveznice
- Pro-Football-Reference.com, statistika sezone 1948. u NFL-u
- NFL.com, sezona 1948.